# نناسپه
نناسپه (به اسپانیایی: Nonaspe) یک دهستان در اسپانیا است که در استان ساراگوسا واقع شده‌است. نناسپه ۱۱۱ کیلومتر مربع مساحت و ۱٬۰۴۲ نفر جمعیت دارد.